# سعید بن سلطان
سعید آل‌بوسعیدی (تولد ۵ ژوئیه ۱۷۹۱ سمائل عمان، مرگ ۱۹ اکتبر ۱۸۵۶ در نزدیکی جزیرهٔ ماهه در جمهوری سیشل) با نام کامل السید سعید بن سلطان بن احمد بن سعید آل‌بوسعیدی، از سال ۱۸۰۴ تا زمان مرگش سلطان مسقط، عمان و زنگبار و همچنین امام مسقط و عمان بود. وی یکی از مشهورترین سلاطین آل‌بوسعیدی است. او فرزند سومین سلطان آل‌بوسعیدی است و در سال ۱۸۱۲ میلادی از سمائل به زنگبار منتقل شد.

## زندگی
سعید ابن سلطان آل‌بوسعیدی، در تاریخ ۲۰ نوامبر ۱۸۰۴ بعنوان جانشین سلطان ابن احمد (۱۷۹۲_۱۸۰۴) پادشاه مسقط شد. وی در ابتدا به همراه برادرش سلیم به سمت حاکم برگزیده شد ولی از آنجائی که تنها ۱۳ سال داشت، عمویش سید بدربن سیف در مقام قیم به تخت حاکمیت نشست. پس ازمرگ عمویش در تاریخ ۳۱ ژوئیه ۱۸۰۶ خواهر بزرگتر او به نام سیده عایشه ابن سلطان زمام امور را بدست گرفت که با صدور اجازه از جانب خواهر، سعید ابن سلطان بعنوان تنها پادشاه مسقط، عمان و زنگبار بر تخت شاهی نشست.

سعید ابن سلطان در سال ۱۸۰۶ بر سر یک اختلاف نظر لقب امام را کنار گذاشت و سپس لقب سید به معنای عالیجناب را بر خود نهاد، تا بدینوسیله بتواند از سایر اعضای خاندان آل بوسعید متمایز شود. خاندان آل بوسعید به پادشاهی سعید ابن سلطان از بزرگ‌ترین منطقه حکومتی برخوردار بود. او بر مناطقی از شرق آفریقا، گوادر، مکران، جزیره زنگبار و مومباسا، کیپ دلگادو، موگادیشو و همچنین مناطقی چند از سواحل خلیج فارس نیز فرمانروائی می‌کرد. همچنین به علت ازدواج با حاکمان وقت ایران، جزیره هرمز، جزیره قشم وبندرعباس نیز در اجارهٔ عمانی‌ها قرار داشتند.

سلطان سعید با کمک بریتانیایی‌ها موفق به سرکوب دزدان دریایی قواسیم شد و همین امر در واقع باعث شدت گرفتن میزان دخالت‌های دولت بریتانیا در منطقه شد. جنگ با وهابیون عربستان نیز از درگیری‌های سلطان سعید در منطقه بود. سعید ابن سلطان در قرارداد مورس بی با بریتانیا در سال ۱۸۲۲، معامله برده‌ها بین مناطق حکمرانی خود و سایر حکومتهای مسیحی را تمام شده اعلام کرد.

سعید ابن سلطان از آن پس بر گسترش مناطق تحت حاکمیت خود در شرق آفریقا تمرکز نمود. به شکلی که در سال ۱۸۲۹ با فتح مومباسا، موفق به تصرف و بهره‌برداری از بندرهای معاملاتی مستقل در جوار کویر شرق آفریقا شد. او همچنین موفق به بستن پیمان تجارتی با کشورهای انگلستان، فرانسه، هلند، پرتغال و ایالات متحده آمریکا شد.

نقل شده‌است که سعید ابن سلطان تقاضای ازدواجی از راناوالونا، ملکهٔ ماداگاسکار داشته تا این جزیره را نیز تحت حکمفرمایی خویش درآورد. همچنین فرمانروایی سعید ابن سلطان بر کشورکومور وقتی موهلی ملکهٔ ماداگاسکاریی‌تبار کومور در سال ۱۸۴۲ به تسلیم اشغالگران فرانسوی درآمد، به سر رسید.

زنگبار رفته رفته از مرکز معاملات برده‌داری و مرکز کشت میخک به مرکز اقتصادی ممالک آفریقایی توسعه یافت. سعید ابن سلطان در سال ۱۸۳۲ پایتخت حکومتی خود را به شهر زنگبار انتقال داد و در ۱۸۴۰ نیز این انتقال را رسماً اعلام کرد. او در سال ۱۸۳۶ روابط دیپلماتیک با ایالات متحده آمریکارا آغاز و نیز در سال ۱۸۴۰ روابط دیپلماتیک با بریتانیای کبیر را از سر گرفت. در سال ۱۸۴۰ میلادی سعید بن سلطان نماینده شخصی خود «احمد بن نعمان الکعبی» را به عنوان اولین سفیر عرب به‌وسیله کشتی شخصی خود که بنام سفینهٔ «سلطانه» معروف بود به نیویورک فرستاد. این کشتی اولین کشتی عربی بود که به نیویورک می‌رفت.

در قرارداد هامرتون به تاریخ دوم اکتبر ۱۸۴۵ اجازه صادرات برده از مناطق تحت فرمانروایی او به دلیل فشارهای دولت بریتانیا ممنوع اعلام شد. در اصل او سالها بعد با مداخله نیروی دریایی بریتانیا از کار صادرات برده دست کشید و در مقابل بریتانیای کبیر، حکومت مستقل وی به کشورش را به رسمیت شناخت.

سلطان سید سعید بن سلطان در سال ۱۸۵۶ میلادی در کشتی شخصی خود «ویکتوریا» در دریای سیشل درگذشت. او در این سفر از مسقط رهسپار زنگبار بود. پس از مرگ سعید ابن سلطان بین دو پسر وی ماجد و ثوینی جنگ‌هایی درگرفت که سبب دو تکه شدن مناطق تحت حکومت وی شدند.

## سایر
سعید ابن سلطان سه زن اصلی داشت و زن دوم و سوم خود را به دلیل خیانت طلاق داد. او در طول عمر خود ۷۵ زن در حرمسرایش داشت که از این زنان صاحب ۲۱ دختر و ۲۶ پسر بود؛ از کل این تعداد فرزند، ۳۶ نفرشان تا زمان مرگ پدر در قید حیات بودند. امیلی روئته یکی از دختران وی بود که پس از فرار از زنگبار تا زمان مرگ در آلمان زیست. علاوه بر ثوینی بن سعید بن سلطان که سلطان عمان شده بود، چهار پسر دیگر از پسران سعید نیز به اسامی ماجد ابن سعید (۱۸۵۶_۱۸۷۰)، برغش ابن سعید (۱۸۷۰_۱۸۸۸)، خلیفه بن سعید (۱۸۸۸_۱۸۹۰) از سلاطین زنگبار بودند.

سید سعید بن سلطان عشق خاصی به دریا داشت، بطوری‌که که به او لقب «السید البحار» داده بودند. او بیشتر اوقات زندگی‌اش را در سفر و برفراز آبهای دریا گذراند و در سفرهای دریایی‌اش در کشتی مخصوصش «شاه علم» جلو قافله کشتی‌ها پیش می‌رفت و کشتی می‌راند.

گفته می‌شود وی بیش از ۲۰ کشتی خاص داشته اما ناوگان جنگی‌اش از ۸۰ کشتی جنگی تجاوز می‌نمود که در هر کشتی ۱۴ توپ جنگی قرار داشته. در هر یک از سه کشتی بادبان‌دار فرقت ۳۶ توپ قرار داشت و کشتی سرپرست این ناوگان ۶۴ توپ داشته‌است. به همراه ۱۰۰ قایق جنگی مساند که در آن ۶۰۰۰ نفر جنگجو بودند.

سعید ابن سلطان در سالهای ۱۸۴۰ به تاجر فرانسوی شراب لوییزگاسپارد استورنل یک در دولنگهٔ مرمتکاری شده و گرانقیمت فروخت که این در، یکی از کارخانه‌های شربسازی به نام (شاتو کوز دِ استورنل) در سنت استفان در نزدیکی بُردوو را زینت بخشیده‌است.